# Nandayparkiet
De Nandayparkiet (Aratinga nenday; synoniem: Nandayus nenday) is een vogel uit de familie Psittacidae (papegaaien van Afrika en de Nieuwe Wereld).

## Kenmerken
De vogel heeft een lengte van 30-32 cm en heeft een zwartblauw kapje. De nek is ook zwartblauw. Verder is het verenkleed groen, op de borst diepgroen. De buikzijde is rozerood. De vleugels hebben een iets lichtere groene kleur. De slagpennen zijn blauwachtig zwart. De staart is olijfgroen met een blauwzwarte punt. De onderzijde is donkergroen. De ogen zijn roodbruin, de snavel zwartgrijs en de poten bruinzwart.

## Verspreiding en leefgebied
Deze soort komt oorspronkelijk voor van zuidwestelijk Brazilië en Bolivia tot Paraguay en noordelijk Argentinië. In de Verenigde Staten zijn een aantal verwilderde populaties.

## Status
De grootte van de populatie is niet gekwantificeerd maar de soort wordt omschreven als vrij algemeen. Op de Rode lijst van de IUCN heeft deze soort de status niet bedreigd.